# Polityka zagraniczna II Rzeczypospolitej
Polityka zagraniczna II Rzeczypospolitej – była w naturalny sposób konsekwencją procesu kształtowania się granic tego państwa i systemu wersalskiego, który zdecydował o układzie sił w Europie po I wojnie światowej. Podstawowym celem tej polityki było zapewnienie istnienia państwa polskiego w jego niekorzystnym położeniu geopolitycznym między dwoma wielkimi sąsiadami: Niemcami i ZSRR, oraz przy napiętych stosunkach z innymi sąsiadami: Czechosłowacją i Litwą.
W latach 20. podstawowym środkiem realizacji polityki zagranicznej były działania na forum Ligi Narodów oraz współpraca z Francją. Wobec niekorzystnych rezultatów tej polityki, która nie zapobiegła m.in. układom lokarneńskim, w latach 30. Polska rozwinęła stosunki z Niemcami i Związkiem Radzieckim, starając się o wzajemną równowagę. Stopniowe zbliżanie się do Niemiec nie zmieniło faktu, że w 1939 Polska odrzuciła żądania Adolfa Hitlera i stała się pierwszym celem napaści Niemiec w II wojnie światowej.

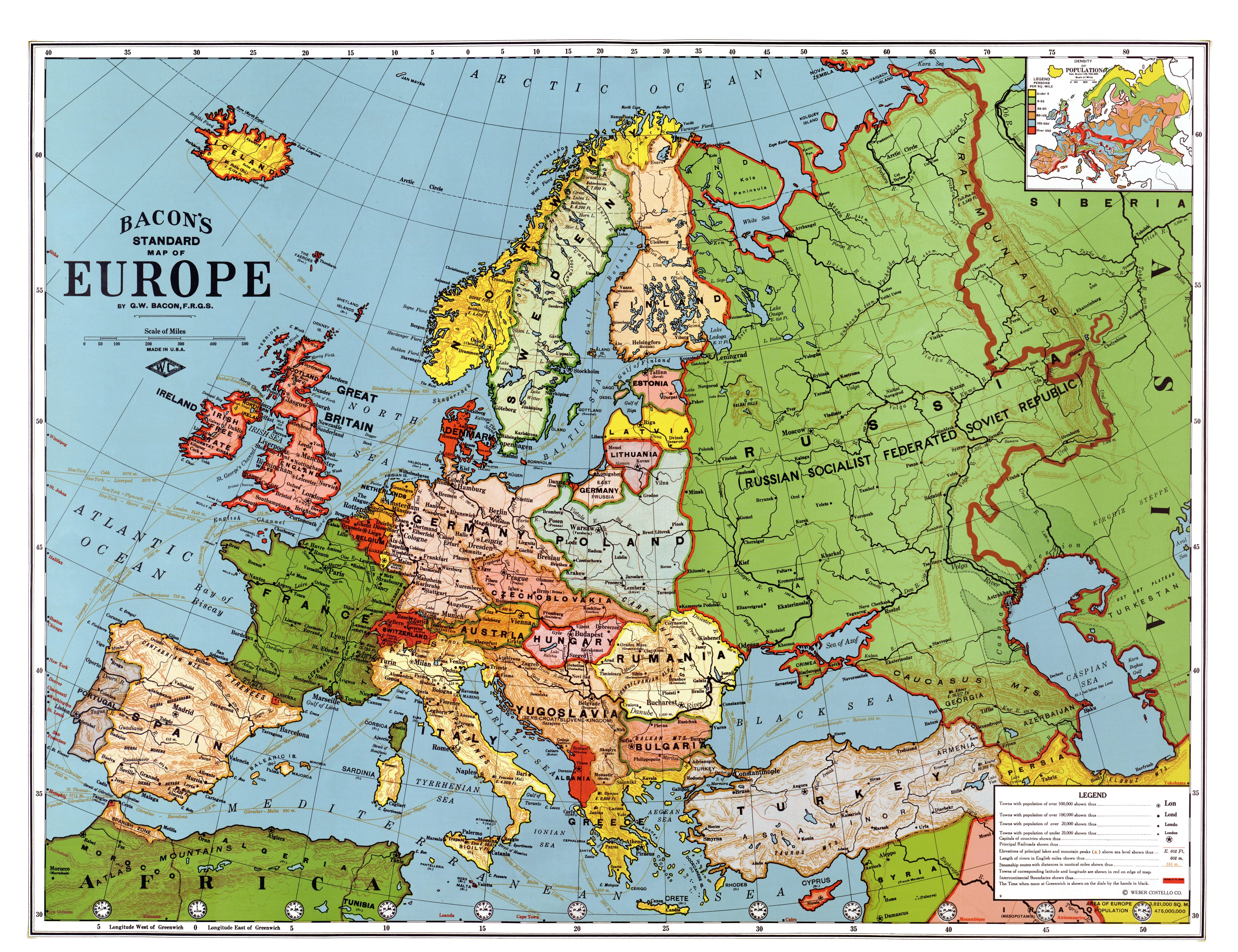
Europa w 1923 r.

## Położenie międzynarodowe Polski w latach 20.
Układ sił w Europie po zakończeniu wojny uzależniony był od rozbieżności w państwach zwycięskiej koalicji. Polska stała się naturalnym sojusznikiem Francji, która poszukiwała partnera w miejsce osłabionej i podbitej przez bolszewicką rewolucję Rosji. W lutym 1921 w Paryżu doszło do podpisania polsko-francuskiej deklaracji o przyjaźni i układu politycznego wraz z konwencją wojskową, zgodnie z którą państwa zobowiązywały się do udzielenia pomocy w razie napaści Niemiec na którąś ze stron.
Jednocześnie Francja liczyła na wysokie reparacje ze strony Niemiec, które miały zrekompensować jej utracone wierzytelności rosyjskie. Z drugiej strony, osłabiona po wojnie Wielka Brytania liczyła na rozwój eksportu do Niemiec i nawiązanie stosunków handlowych z Rosją (co nastąpiło 16 marca 1921). Inny wielki członek Ententy, Stany Zjednoczone po odmowie ratyfikacji traktatu wersalskiego zajął pozycję izolacjonistyczną.
Młode państwo polskie stanęło wobec ułożenia polityki z Niemcami i Rosją. Republika Weimarska liczyła na rewizję postanowień traktatu na wschodzie, gdy tymczasem bolszewicka Rosja w ogóle nie uznawała traktatu. Niezadowolenie obu tych państw skłoniło je do współpracy. Najpierw, 6 maja 1921 zawarły układ handlowy, poprzedzający nawiązanie stosunków. 16 kwietnia 1922 Niemcy i Rosja Radziecka zawarły układ w Rapallo, na mocy którego nawiązały stosunki dyplomatyczne i współpracę ekonomiczno-wojskową. Jan Dąbski skomentował ten traktat 7 lipca 1922: Traktat w Rapallo jest najgorszą konstelacją, jaka się może w dziejach dla Polski zdarzyć. Poczucie zagrożenia Polski doprowadziło do zacieśnienia współpracy polsko-francuskiej, m.in. w maju 1923 francuski marszałek Ferdinand Foch otrzymał buławę marszałka Polski; wspólnie też rozważano akcję militarną przeciw Niemcom, które w tym czasie odmawiały spłaty reparacji.
Fiaskiem zakończyła się próba utworzenia Związku bałtyckiego w 1922 r.
Polska szukała też sprzymierzeńców w Europie Środkowo-Wschodniej. Jednak tylko Rumunia i Łotwa jako jedyne państwa na tym obszarze blisko współpracowały z Polską. Rumunia podobnie jak II Rzeczpospolita zagrożona agresją sowiecką podpisała 3 marca 1921 pakt o wzajemnej pomocy (sojusz polsko-rumuński). Stabilnej polityce zagranicznej Polski nie sprzyjały liczne przesilenia rządowe oraz związana z nimi rotacja na stanowisku ministra spraw zagranicznych.
Kryzys gospodarczy w Niemczech (i niebezpieczeństwo komunistycznej rewolucji) doprowadził do wstrzymania przez to państwo spłaty reparacji wojennych, zaś w sierpniu 1924 w Londynie przyjęto plan Dawesa, który zakładał rozłożenie spłat odszkodowań i pomoc w odbudowie gospodarki niemieckiej. Również polityka francuska wobec Niemiec od czasu zwycięstwa lewicy w wyborach 1924 r.stała się bardziej ugodowa.

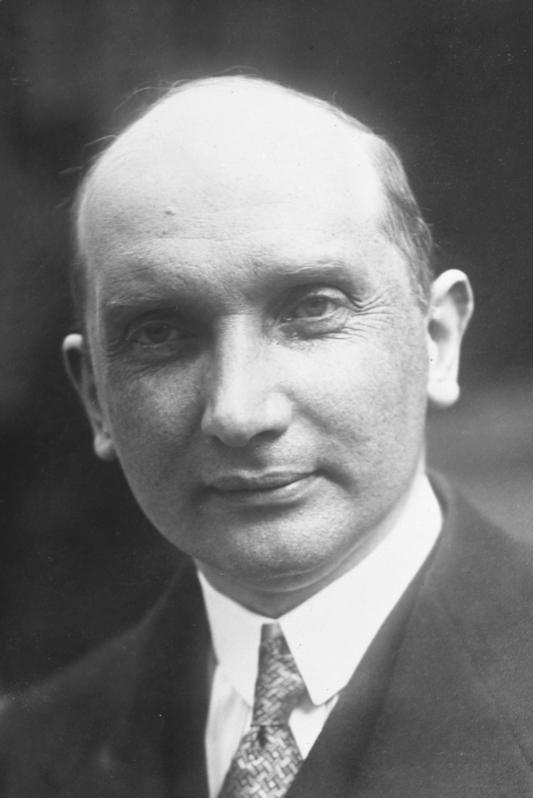
August Zaleski, minister spraw zagranicznych RP w latach 1926–1932 i 1939-1941

Minister Aleksander Skrzyński podejmował próby porozumienia z ZSRR i uświadomienia państwom zachodnim zagrożenia niemieckiego. W listopadzie 1924 podpisano dodatkowy protokół do układu polsko-francuskiego, zaś w czerwcu 1925 Francja przyjęła propozycję układów gwarantujących polskie granice.
2 października 1924 podpisano w Genewie Protokół o pokojowym rozwiązywaniu sporów międzynarodowych, zawierający istotną dla Polski definicję agresora i rozszerzający jurysdykcję Stałego Trybunału Sprawiedliwości Międzynarodowej. Protokół został uchwalony przez delegacje 48 państw, z których 10 podpisało go w tym samym dniu, w tym Francja, Belgia, Polska, Jugosławia, Rumunia i Czechosłowacja (ratyfikowała go tylko ta ostatnia). Wobec braku akceptacji takich państw jak Wielka Brytania, Włochy czy Japonia Protokół pozostał niezrealizowany.
Na konferencji w Genewie (4 maja – 17 czerwca 1925) przyjęty został Protokół o zakazie broni chemicznej (na wniosek polskiej delegacji kierowanej przez gen. Sosnkowskiego dodano zakaz użycia broni bakteriologicznej) oraz Konwencja o nadzorze nad handlem bronią (na wniosek Polski umieszczono w niej zastrzeżenie o przyznaniu państwom sąsiadującym ze Związkiem Radzieckim ulg w zakresie ograniczania zbrojeń i publikacji danych o handlu bronią, dopóki nie przystąpi on do Konwencji). Konwencja uzyskała niezbędną liczbę 14 ratyfikacji, lecz ze względu na zastrzeżenia do niej wniesione nie weszła w życie.
Niejednolite traktowanie Polski przez państwa zachodnie stało się faktem 16 października 1925, gdy podpisano traktat z Locarno gwarantujący (w tzw. pakcie reńskim) granice Francji i Belgii z Niemcami. Gwarantami układu były poza tym Wielka Brytania i Włochy. Polska i Czechosłowacja otrzymały tylko gwarancje francuskie, zawarły też z Rzeszą traktaty koncyliacyjno-arbitrażowe. Minister Skrzyński podpisał układy, dochodząc do wniosku, że ewentualne protesty mogłyby tylko pogorszyć sytuację Polski. Jednocześnie Niemcy otrzymały stałe miejsce w Radzie Ligi Narodów, którego nie otrzymała Polska, wybierana jednak od 1926 r. w drodze głosowania. W 1929 r. Niemcy otrzymały w ramach Planu Younga kolejne rozłożenie spłat długów wojennych. Nawiązywała się również dalsza współpraca Związku Radzieckiego z Niemcami, które 16 kwietnia 1926 zawarły układ (traktat berliński) o neutralności i nieagresji.
Polska polityka zagraniczna, kierowana od czasu zamachu majowego przez Augusta Zaleskiego, nie miała skutecznych sposobów na odwrócenie tych niekorzystnych tendencji. 27 sierpnia 1928 podpisano w Paryżu tzw. pakt Brianda-Kellogga, formułujący zasadę wyrzekania się rozstrzygania problemów międzynarodowych na drodze wojny, którego sygnatariuszami były również Niemcy i Związek Radziecki. Polska podpisała 9 lutego 1929 wraz z ZSRR oraz Łotwą, Estonią i Rumunią tzw. protokół Litwinowa, wprowadzający te same zasady bez względu na obowiązywanie paktu paryskiego.

## Położenie międzynarodowe w latach 30.

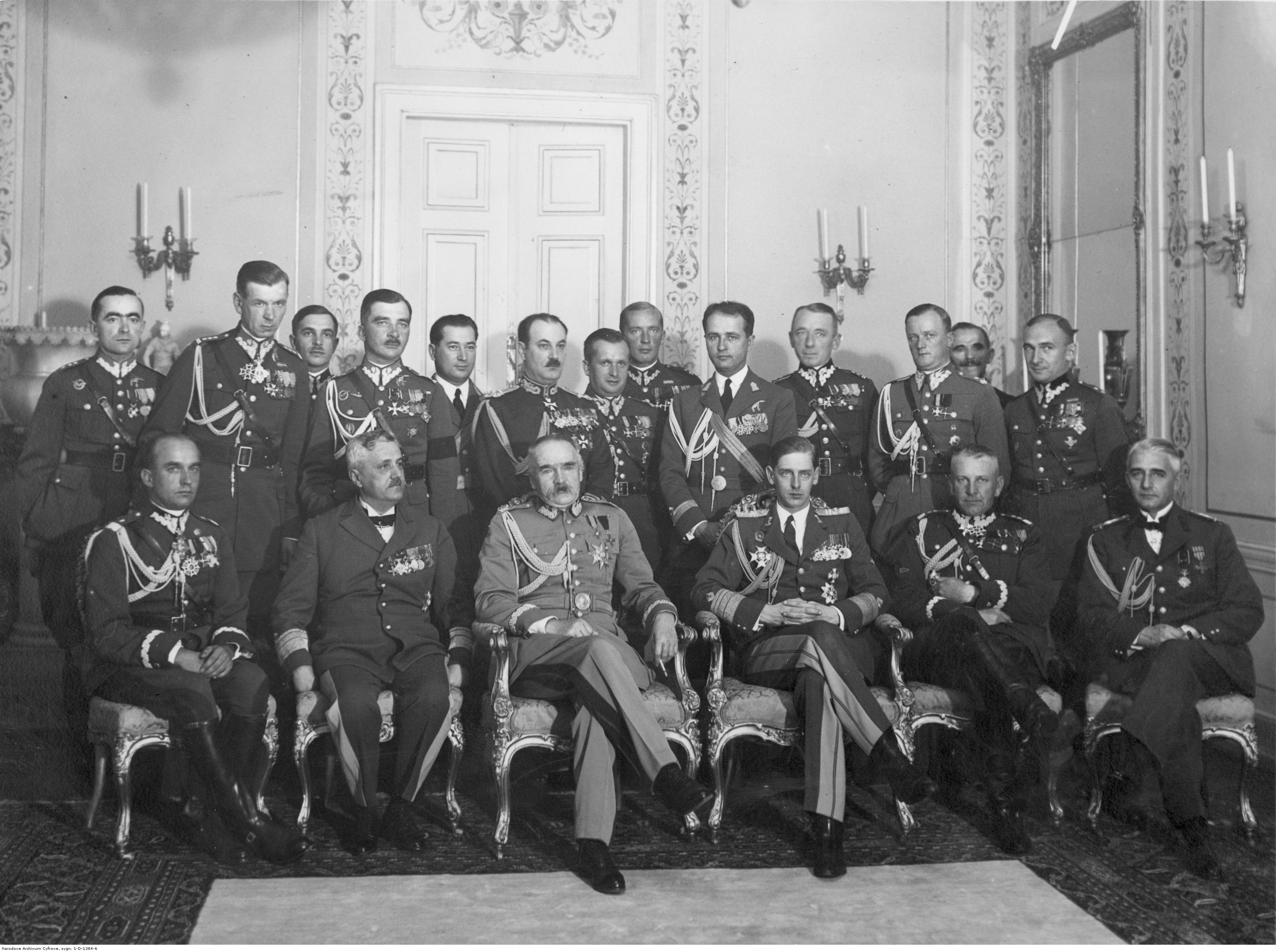
Wizyta w Polsce brata króla Rumunii, księcia Mikołaja, 1931

Na początku lat 30. państwa zachodnie odczuwały skutki wielkiego kryzysu gospodarczego, co doprowadziło do wzrostu nastrojów pacyfistycznych i antydemokratycznych. W 1932 zawieszony został praktycznie plan Younga. Jednocześnie dojście do władzy partii hitlerowskiej oznaczało, przynajmniej na początku, prześladowania komunistów niemieckich i napięcie w stosunkach z ZSRR.
To oddalenie obu największych sąsiadów wykorzystała Polska, zawierając traktaty regulujące stosunki z nimi. 25 lipca 1932 został podpisany polsko-radziecki pakt o nieagresji, który 5 maja 1934 przedłużono na kolejne dziesięć lat. 26 stycznia 1934 podpisano deklarację o niestosowaniu przemocy we wzajemnych stosunkach między Polską a Niemcami. Zamierzeniem Hitlera było wciągnięcie Polski w strefę wpływów niemieckich, a jednocześnie osłabienie sojuszu Polski i Francji.
Kierownikiem polskiej polityki zagranicznej od listopada 1932 był Józef Beck, który zgodnie z instrukcjami Józefa Piłsudskiego starał się realizować politykę równej odległości między Niemcami i Rosją, choć sam Piłsudski w 1934 już nie wierzył, aby dobre stosunki polsko-niemieckie mogły potrwać długo.

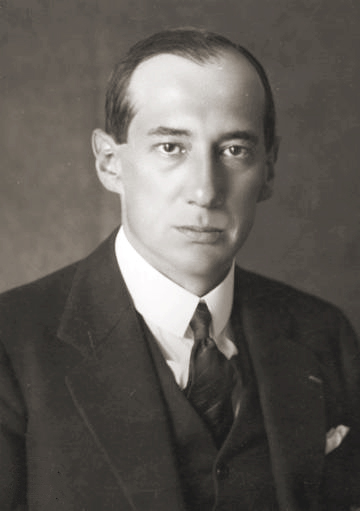
Józef Beck, minister spraw zagranicznych RP w latach 1932–1939

Wraz ze wzrostem potęgi Niemiec rosło zagrożenie Polski. W 1935 Niemcy zawarły umowę z Wielką Brytanią, zezwalającą Rzeszy na znaczną rozbudowę marynarki wojennej, do wysokości 35% tonażu floty brytyjskiej. W końcu 1938 na mocy układu w Monachium Niemcy bez walki uzyskały Kraj Sudetów, do tej pory należący do Czechosłowacji. Układ monachijski przewidywał też zwołanie konferencji w sprawie rozstrzygnięcia granicznych kwestii spornych Polski i Czechosłowacji. Nie czekając jednak na pośrednictwo mocarstw 2 października 1938 wojska polskie zajęły obszar Zaolzia, przez co w przyszłości obarczono Polskę zarzutem współpracy z Niemcami w dziele rozbioru Czechosłowacji. W październiku 1938 niemiecki minister spraw zagranicznych Joachim Ribbentrop złożył Polsce propozycję zawarcia paktu o nieagresji na 25 lat w zamian za zgodę polskiego rządu na włączenie Gdańska do Rzeszy i budowę eksterytorialnej drogi i linii kolejowej przez polskie Pomorze, pomiędzy Niemcami a Prusami Wschodnimi. Propozycje te, ponawiane w początkach roku następnego, Polska odrzuciła. Pogorszenie stosunków Polski z Rzeszą zmusiło Polskę do poszukiwania pomocy, by w razie napaści niemieckiej nie pozostała osamotniona. Tymczasem w odpowiedzi na utworzenie przez Hitlera Protektoratu Czech i Moraw (co było złamaniem układu monachijskiego) premier Wielkiej Brytanii Neville Chamberlain ogłosił w brytyjskim parlamencie w marcu 1939 jednostronne gwarancje wobec Polski. 6 kwietnia 1939 w Londynie opublikowano komunikat o zobowiązaniach wzajemnej pomocy w wypadku zagrożenia niepodległości Polski czy Wielkiej Brytanii. W kilka dni później rząd francuski potwierdził swe zobowiązania sojusznicze wobec Polski. Łudząc się jeszcze co do zamiarów Związku Radzieckiego, mocarstwa Zachodnie szukały z nim porozumienia. Prowadzone w Moskwie w sierpniu 1939 rozmowy zostały niespodziewanie przerwane przez stronę radziecką pod pretekstem braku zgody Polski na przemarsz Armii Czerwonej przez jej terytorium. Zaproszono natomiast do Moskwy ministra spraw zagranicznych III Rzeszy i 23 sierpnia podpisano niemiecko-radziecki pakt o nieagresji, tajny protokół zawierał plany podziału stref wpływów w Europie Środkowo-Wschodniej. Według niego Polska miała przestać istnieć jako suwerenne państwo i zostać rozdzielona pomiędzy Niemcy a Związek Radziecki. 25 sierpnia zawarto w Londynie polsko-brytyjski układ sojuszniczy, w którym Brytyjczycy zobowiązywali się do udzielenia Polsce w przypadku napaści natychmiastowej pomocy wojskowej (tajny dodatek ograniczał pojęcie wspólnego wroga do III Rzeszy, w razie innej napaści strony miały jedynie uzgodnić wspólne działanie). Dzień następny wyznaczył Hitler jako datę uderzenia na Polskę, ale dowiedziawszy się o porozumieniach w Londynie, akcję odwołał. Zaplanował, że napaść na Polskę ostatecznie nastąpi 1 września 1939.